# The Red Scrolls of Magic
The Red Scrolls of Magic ist Teil des Schattenjägeruniversums. Geschrieben wurde das Buch von Cassandra Clare und Wesley Chu. Es ist das erste Buch in der „The Eldest Curses“-Trilogie und erschien im amerikanischen Original im April 2019.

## Handlung
Die Handlung spielt während der Ferienreise von Alexander Lightwood und Magnus Bane (Malec). In der Serie Chroniken der Schattenjäger also zwischen dem Ereignis, wo Valentine einen Engel beschworen hat, Alexander Magnus vor allen Schattenjägern geküsst hat und  als Magnus Bane und Alexander aus den Ferien gerufen werden, weil die Vampirdame Camille Belcourt nur mit Magnus sprechen will.
Alexander Lightwood ist ein Schattenjäger, also ein Nephilim, der im Geheimen Dämonen tötet. Magnus Bane ist ein Hexenmeister, also ein Wesen mit Zauberkräften, welcher der Verbindung eines Menschen und eines Dämonen, in diesem Fall Asmodeus', entspringt. Zusammen sind sie das Liebespaar „Malec“, auch wenn Homosexualität in der Schattenjägergemeinschaft geächtet ist. Die Schattenweltler, also Feenwesen, Vampire, Werwölfe und Hexenmeister, haben dagegen nichts gegen die gleichgeschlechtliche Liebe. Allerdings mögen Schattenweltler und Schattenjäger einander nicht, was oft zu Herausforderungen im Leben des Liebespaares führt.
Die Beziehung ist nur ein paar Wochen alt, auch wenn sie in der Zwischenzeit viele Kämpfe bestritten haben und einander das Leben retteten. Die Ferienreise sollte eine, von Magnus Bane entworfene, romantische Unternehmung zum besseren Kennenlernen werden. Jedoch läuft so einiges schief, als plötzlich ein ominöser Kult auftaucht, der von Magnus Bane gegründet worden sein soll.

### Paris
Im ersten Teil sind sie am Anfang ihrer Reise und besuchen die Stadt Paris. Magnus Bane hat eine romantische Ferienzeit geplant. Jedoch wird er von seiner Vergangenheit eingeholt. Tessa Gray, eine seiner besten Freundinnen und Hexenmeisterin, berichtet von einem Kult namens „Crimson Hand“ der von Magnus Bane vor Jahrhunderten gegründet worden sein soll. Die geheime Organisation der Hexenmeister will Magnus Bane den Schattenjägern ausliefern, doch Tessa konnte sie davon überzeugen, dass Magnus Bane selbst die Sache lösen soll.
Magnus Bane kann sich nicht daran erinnern einen solchen Kult jemals gegründet zu haben. Allerdings weiß er, dass seine Erinnerungen manipuliert wurden. Alexander Lightwood glaubt aber an seinem festen Freund und weigert sich, Magnus Bane dem Schattenjägerrat auszuliefern, obwohl es seine Pflicht ist. Zusammen reisen sie nach Venedig im Orient Express, denn in Venedig soll eines der Crimson-Hand-Hauptquartiere sein. Während der Fahrt mit dem Orient Express werden sie von Dämonen angegriffen, können diese aber dank der Hilfe der bisher unbekannten Hexenmeisterin S. vernichten.

### Venedig
In Venedig angekommen machen sich Alexander, Magnus und S. auf den Weg zum Palazzo der als ehemaliges Hauptquartier der Crimson Hand diente. Malcolm Fade, ein Freund von Magnus Bane, hält dor eine Soiree und während dieser untersuchen die drei das Gebäude nach Spuren. Es kommt zu einem Kampf zwischen Malcolm und einem anderen Hexenmeister, da Malcolm den Palazzo gestohlen hatte. Das Gebäude wird zerstört und mitten in den Ruinen findet sich die Leiche von einem Hexenmeister, der aus dem Kult ausgestiegen war und mit den Schattenjägern kooperieren wollte, um diesen zu stoppen.
Die drei Hauptpersonen finden im Keller eine Kultstätte und das geheime Buch der Organisation. Im Buch steht der Hinweis, dass der Orden in Rom aktiv ist.

### Rom
Mit einem italienischen Auto fahren die Helden nach Rom. Dort trennen sich die Wege der drei. Alexander versucht Informationen im Schattenjägerinstitut einzuholen. Dort stößt er auf Helen und Aline. Als Alexander von S. eine Nachricht mit einer Ortsangabe erhält, rücke die drei Schattenjäger dorthin aus. Jedoch handelt es sich um eine Falle. Zusammen überleben sie diese und Alexander kontaktiert Magnus Banes Vampirfreund Raphael. Dieser bestätigt, dass der getötete Hexenmeister nicht von einem Vampir umgebracht wurde, wie anfangs geglaubt, sondern durch Einstiche im Hals. Alexander wird plötzlich klar, dass S. die geheime Kultleiterin ist. Zusammen mit Helen und Alice macht er sich mit Hilfe einer Suchrune auf den Weg zu Magnus, der dem Dämonen Asmodeus geopfert werden soll. Bei dem Opferprozess erscheint Asmodeus, kann jedoch durch die Liebe von Alexander und Magnus vertrieben werden.
Nach der erschöpfende Ferienreise zieht es das Liebespaar nach New York zurück, wo sie insgeheim weiter ihre Ferien halten.

### Cliff Hanger
S. wurde von Alexander freigelassen, da sie ansonsten vom Rat getötet werden würde. Diese zieht es in ihr Geheimversteck zurück, wo sie den totgeglaubten Ragnor Fell festhält. Ihr Ziel ist es, so sagt sie, die „Eldest Curses“ zu vernichten. Eldest Curses sind die leiblichen Nachkommen des Dämons Asmodeus.

## Reaktionen
Cassandra Clare schrieb in ihrer Schattenjägerchronik zum ersten Mal über die Liebe von Alexander Lightwood und Magnus Bane. Ihre Freunde aus der LGBTQI+-Community konnten nämlich keine Bücher finden, wo gleichgeschlechtliche Liebe ganz normal und alltäglich dargestellt wurde. Obwohl Malec sich im Buch noch nicht einmal geküsst hatten, wurden Clares Bücher bei diversen Verlagen abgelehnt und in verschiedenen Medien als zu sexuell beurteilt. Mit ihrem Spinoff „The Eldest Curses“-Trilogie schreibt sie vertieft über die Liebe zwischen Magnus Bane und Alexander Lightwood.